# Phare Sapiéntza
Le phare Sapiéntza est situé au sud de l'île Sapientza dans le Golfe de Messénie en Grèce. Il est achevé en 1885.

## Caractéristiques
Le phare octogonal est accolé à la maison du gardien. Il s'élève à 116 mètres au-dessus de la mer Ionienne.

## Codes internationaux
- ARLHS[1] : GRE-116
- NGA : 14932
- Admiralty[2] : E 4016

## Source
(en) [PDF] List of lights radio aids and fog signals - 2011 - The west coasts of Europe and Africa, the mediterranean sea, black sea an Azovskoye more (sea of Azov) (la liste des phares de l'Europe, selon la National Geospatial - Intelligence Agency)- Version 2011 - National Geospatial - Intelligence Agency - p. 259